# 国末憲人
国末 憲人（くにすえ のりと、1963年 - ）は、朝日新聞社の記者。朝日新聞ヨーロッパ総局長をへて、2023年退職。2024年1月より、東京大学先端科学技術研究センター特任教授（グローバルセキュリティ・宗教分野）就任。
青山学院大学仏文科非常勤講師（2015〜2018年）。

## 経歴
1963年、岡山県生まれ。
1985年、大阪大学卒業。
1987年、パリ第二大学新聞研究所を中退。朝日新聞社に入社。

## 人物
1987年に朝日ジャーナルに掲載された「アフリカの街角から --サバンナ人間紀行」で朝日ジャーナル大賞優秀賞を受賞し朝日新聞に入社した。富山、徳島、大阪、広島と西日本での勤務を経て、2001年〜2004年パリ支局員、外報部次長の後、2010年までパリ支局長を務めた。
主にフランスと中東で取材を行なっている。
2019年5月まで2年8か月間、朝日新聞GLOBEの編集長。ヨーロッパ総局長を経て、東京大学先端科学技術研究センター特任教授（グローバルセキュリティ・宗教分野）。

## 著書

### 単著
- 『ポピュリズムに蝕まれるフランス』（草思社、2005年）
- 『自爆テロリストの正体』（新潮選書、2005年）
- 『イラク戦争の深淵-- 権力が崩壊するとき、2002年〜2004年』（草思社、2007年）
- 『サルコジ --マーケティングで政治を変えた大統領 』（新潮選書、2009年）
- 『ミシュラン 三つ星と世界戦略』（新潮新書、2011年）
- 『ユネスコ 「無形文化遺産」』（平凡社、2012年）
- 『巨大「実験国家」EUは生き残れるのか?-- 縮みゆく国々が仕掛ける制度イノベーション』（草思社、2014年）
- 『ポピュリズム化する世界 --なぜポピュリストは物事に白黒をつけたがるのか』（プレジデント社、2016年）
- 『ポピュリズムと欧州動乱 --フランスはEU崩壊の引き金を引くのか』（講談社、講談社+α新書、2017年）
- 『テロリストの誕生 --イスラム過激派テロの虚像と実像』（草思社、2019年）
- 『ロシア・ウクライナ戦争　近景と遠景』（岩波書店、2023年）

### 共著
- 『テロリストの軌跡』（朝日新聞アタ取材班、草思社、2002年）